# 瑟诺讷 (马耶讷省)
瑟诺讷（法語：Senonnes，法語發音：[sənɔn]）是法国马耶讷省的一个市镇，属于贡捷堡区。

## 地理
瑟诺讷（47°47'56"N, 1°12'9"W）面积13.13 平方千米，位于法国卢瓦尔河地区大区马耶讷省，该省份为法国西北部内陆省份，北起芒什省和奧恩省，西接伊勒-维莱讷省，南至曼恩-卢瓦尔省，东临萨尔特省。
与瑟诺讷接壤的市镇（或旧市镇、城区）包括：埃昂塞、孔格里耶、拉鲁欧迪耶尔、圣埃尔布隆、翁布雷当茹。

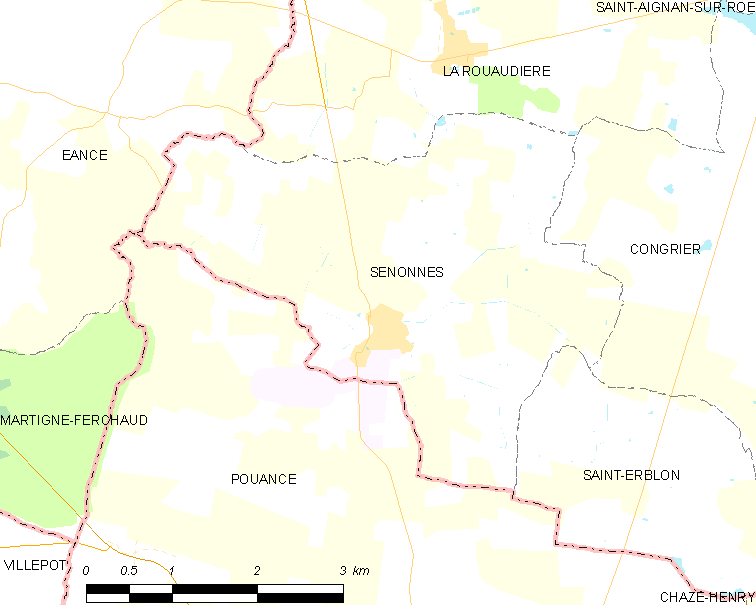
的OSM定位图

瑟诺讷的时区为UTC+01:00、UTC+02:00（夏令时）。

## 行政
瑟诺讷的邮政编码为53390，INSEE市镇编码为53259。

## 政治
瑟诺讷所属的省级选区为科塞勒维维安县。

## 人口

1962-2008年间人口变化图示

瑟诺讷于2022年1月1日时的人口数量为376人。